# آیریس (مجموعه تلویزیونی)
آیریس (به کره‌ای: 아이리스) یک مجموعهٔ تلویزیونی جاسوسی کره جنوبی سال ۲۰۰۹، با بازی لی بیونگ هون، کیم ته-هی، جونگ جون هو، کیم سونگ-وو، کیم سو-یون و تی.او. پی (چوی سونگ هیون) از گروه بیگ بنگ است. داستان حول محور دو تن از بهترین دوستان هفتصد و هفتمین گردان مأموریت ویژه می‌چرخد که در یک سازمان عملیات سیاه در کره جنوبی، معروف به سرویس امنیت ملی، استخدام شده‌اند. هنگامی که دو دوست وفاداری خود را آزمودند و اتحاد غیرمحتمل و جدیدی ایجاد کردند، به سفری از کشورشان به مجارستان، ژاپن و چین رفتند که در آنجا خود را در میان یک توطئه بین‌المللی یافتند. این مجموعه از ۱۴ اکتبر تا ۱۷ دسامبر ۲۰۰۹، چهارشنبه و پنجشنبه‌ها ساعت ۲۱:۵۵ (کی‌اس‌تی) برای ۲۰ قسمت از کی‌بی‌اس۲ پخش شد.
آیریس به همراه اسپین‌آف خود آتنا: الهه جنگ، با بودجه‌ای بیش از ۴۰ میلیارد وون (۴۳ میلیون دلار) رکوردی برای پر هزینه‌ترین درام‌های کره‌ای که تاکنون تولید شده را ثبت کرد.
این مجموعه یک موفقیت بسیار مهم و تجاری بود، علاوه بر میانگین آمار بینندگان بالای ۳۰ درصد، پس از شروع پخش خود هر هفته به‌طور پیوسته در صدر برنامه‌ها قرار گرفت. این مجموعه همچنین افتخارات زیادی را در مراسم جوایز درامای کی‌بی‌اس ۲۰۰۹، از جمله جایزهٔ دسانگ برای لی بیونگ هون به دست آورد.
موفقیت این مجموعه به ساخت یک فیلم سینمایی، یک اسپین‌آف در سال ۲۰۱۰ و یک دنبالهٔ مجموعه تلویزیونی در سال ۲۰۱۳ منجر شد.

## بازیگران
آیریس شامل گروه بازیگران اصلی تقسیم شده بین شخصیت‌هایی از تبار کره جنوبی و کره شمالی است. چون این مجموعه به بررسی تنش و ذهنیت پشت دو طرف درگیری می‌پردازد، هر دو دیدگاه شمال و جنوب به‌طور مفصل نشان داده شده‌است.

### اصلی
- لی بیونگ هون در نقش کیم هیون جون
- کیم ته-هی در نقش چوی سونگ هی
- جونگ جون هو در نقش جین سا وو
- کیم سونگ-وو در نقش پارک چول یونگ
- کیم سو-یون در نقش کیم سون هوا
- تی.او. پی در نقش ویک